# Ialorichá

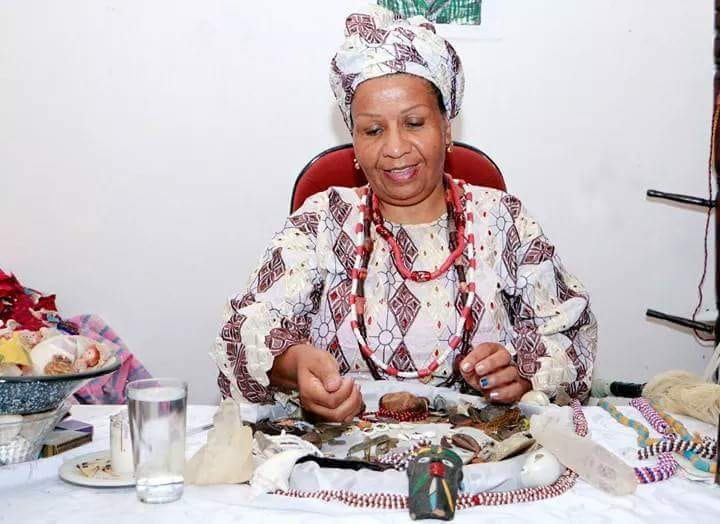
Fotografía donde aparece la lalorichá Edna de Baru

Ialorichá es el término usado para llamar a las sacerdotisas del culto afrobrasileño candomblé. En el idioma gegê se traduce como "madre guía": "ya" (madre) y "orichá" (guía).
Las ialorichá son formadas en el lugar de culto del Santo, punto de referencia durante toda su vida como sacerdotisa. Al contrario de otros cultos, no se les exige ser solteras; de hecho, la mayoría de las ialorichá están casadas con hombres que no forman parte del culto. Sin embargo, se les exige separar su vida privada y religiosa, por lo que muchas no establecen su domicilio en la casa del Santo. 
Entre las principales labores están cuidar los asentamientos de los orishas y entidades. También cuidan de las iaôs, las hijas del Santo que aún cumplen deberes y responsabilidades del curso de iniciación o de las recién iniciadas. 